# Фужеру де Бондаруа, Огюст Дени
Огюст Дени Фужеру де Бондаруа (фр. Auguste Denis Fougeroux de Bondaroy; 1732—1789) — французский ботаник и агроном.

## Биография
Огюст Дени Фужеру родился в Париже 10 октября 1732 года в семье Пьера-Жака Фужеру и Анжелики Дюамель. Он был племянником ботаника А. Л. Дюамеля дю Монсо. Находившись под влиянием своего дяди, Огюст Дени решил изучать гуманитарные науки. В 1758 году Фужеру был избран членом Парижской академии наук. Он интересовался не только ботаникой, но и физиологией, процессом взросления организмов. Фужеру посетил Анжу и Бретань, затем изучал флору Италии. 28 декабря 1789 года Фужеру де Бондаруа скончался.
Фужеру де Бондаруа издал несколько публикаций по ботанике в журнале Академии наук. Местонахождение образцов растений, использованных Огюстом Дени, не установлено.

## Роды, названные в честь О. Д. Фужеру де Бондаруа
- Fougeria Moench, 1802 [syn.  Baltimora L., 1771, nom. cons.]